# Emmesomia parallelaria
Emmesomia parallelaria är en fjärilsart som beskrevs av John Henry Leech 1897. Emmesomia parallelaria ingår i släktet Emmesomia och familjen mätare. Inga underarter finns listade i Catalogue of Life.